# NGC 604
NGC 604  är en ovalformad emissionsnebulosa (H II-region) i stjärnbilden Triangeln i M33s nordöstra spets, som är den av M33:s spiralarmar som lyser klarast. Den upptäcktes av William Herschel den 11 september 1784. 

## Egenskaper

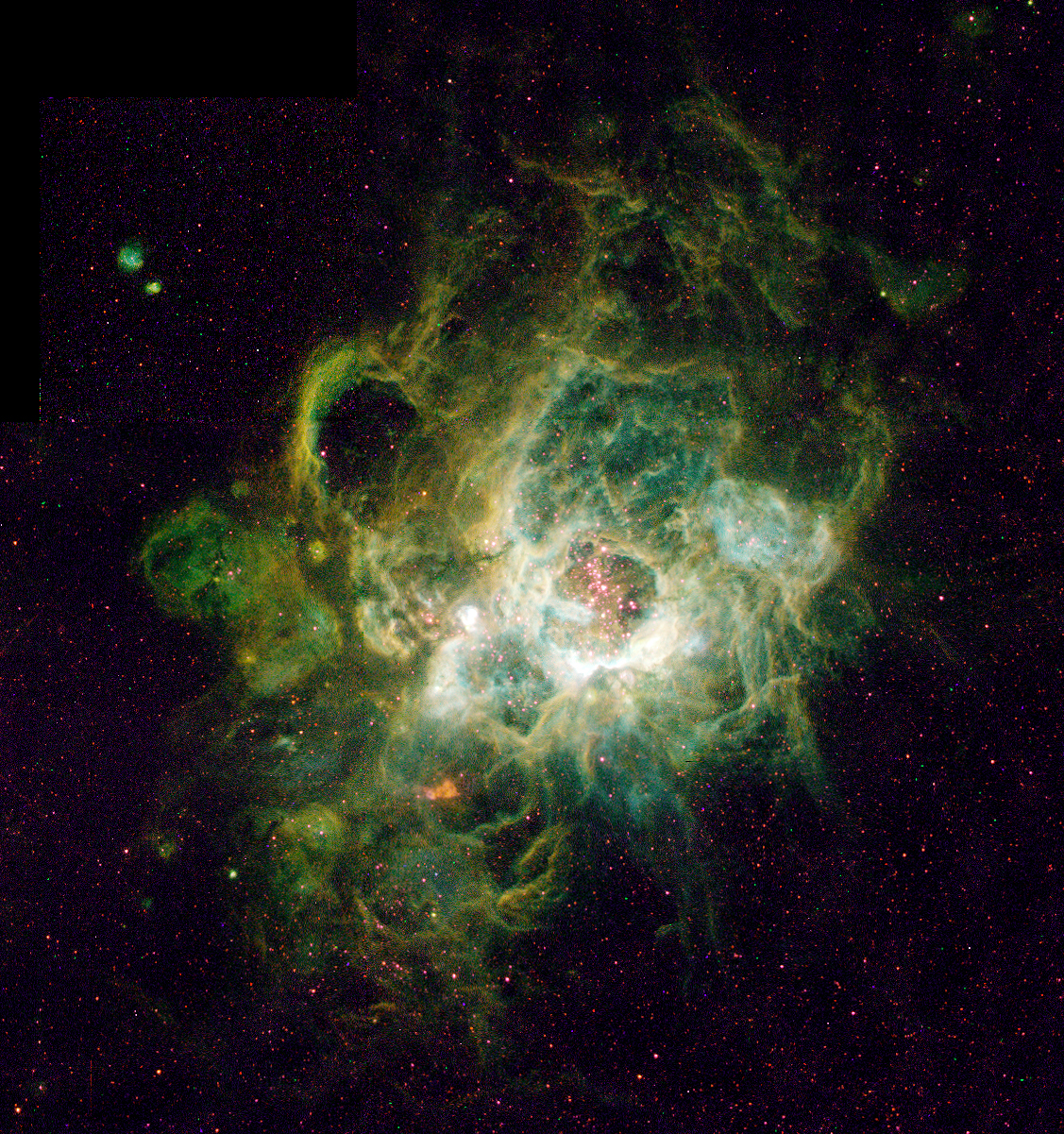
NGC 604 inuti Triangulumgalaxen, avbildad av rymdteleskopet Hubble.

På galaxens uppskattade avstånd på 2,7 miljoner ljusår är den minsta diameter av NGC 604 ungefär 1 520 ljusår (~ 460 parsecs) eller mer än 40 gånger storleken på den synliga delen av Orionnebulosan. Det är över 6 300 gånger mer lysande än Orionnebulosan, och om den var på samma avstånd skulle det överträffa planeten Venus i ljusstyrka. Dess gas joniseras av en hop av massiva stjärnor i centrum med 200 stjärnor av spektraltyp O och WR, en massa av 105 solmassor, och en ålder av 3,5 miljoner år. Till skillnad från det Stora magellanska molnets centralkluster, Tarantelnebulosan, (R136), är NGC 604:s mycket mindre kompakt och mer lik en stor stjärnförening.